# Одбојка на Летњим олимпијским играма 1992.
Седмо такмичење у одбојци на Олимпијским играма у Барселони 1992 одржано је у периоду од 26. јула до 9. августа. Систем такмичење и број екипа учесница је био исти као и на Олимпијским играма 1988.

## Освајачи медаља и коначан пласман
| Дисциплина        | Злато | Сребро        | Бронза | 4    | 5   | 6   | 7             | 8   | 9   | 10  | 11  | 12  |
| ----------------- | ----- | ------------- | ------ | ---- | --- | --- | ------------- | --- | --- | --- | --- | --- |
| Мушкарци — детаљи | БРА   | ХОЛ           | САД    | КУБА | ИТА | ЈАП | Уједињени тим | ШПА | ЈКО | КАН | ФРА | АЛЖ |
| Жене — детаљи     | КУБА  | Уједињени тим | САД    | БРА  | ЈАП | ХОЛ | КИНА          | ШПА |     |     |     |     |

## Биланс медаља
| Екипа            | Злато | Сребро | Бронза | Укупно |
| Бразил           | 1     | 0      | 0      | 1      |
| Куба             | 1     | 0      | 0      | 1      |
| Уједињени тим    | 0     | 1      | 0      | 1      |
| Холандија        | 0     | 1      | 0      | 1      |
| Сједињене Државе | 0     | 0      | 2      | 2      |
| Укупно (5)       | 2     | 2      | 2      | 6      |